# Gerlinda
Gerlinda je žensko osebno ime.

## Izvor imena
Ime Gerlinda je različica imena Linda.

## Pogostost imena
Po podatkih Statističnega urada Republike Slovenije je bilo na dan 31. decembra 2007 v Sloveniji število ženskih oseb z imenom Gerlinda: 5.

## Osebni praznik
V koledarju je ime Gerlinda skupaj z imenom Linda; god praznuje 22. januarja.